# کندیس بوشنل
کنداس بوشنل (انگلیسی: Candace Bushnell؛ زادهٔ ۱ دسامبر ۱۹۵۸) یک نویسنده اهل ایالات متحده آمریکا است.